# Takayuki Suzuki
Suzuki Takayuki (em japonês 鈴木隆行) (Ibaraki, Japão 5 de Junho de 1976) é um ex-futebolista profissional japonês, que atuava como atacante.

## Carreira

### Kashima Antlers
Suzuki Takayuki se profissionalizou no Kashima Antlers. No clube atuou por 10 temporadas entre 1995 e 2005, conquistando J-Leagues.

## Seleção
Suzuki Takayuki integrou a Seleção Japonesa de Futebol na Copa das Confederações de 2001.

## Títulos
Japão
- Copa da Ásia: 2004

Kashima Antlers
- J.League: 1996, 1998, 2000, 2001